# JPM
JPM es un grupo musical mandopop de Taiwán, formado bajo la dirección de la empresa o sello discográfico "Sony Music". La banda está integrada por Jay Chou, Leehom Wang y Rainie Yang. La banda se hizo conocer por primera vez el 11 de enero de 2011 con sus tres primeros integrantes: Liljay, Prince y Mao Di, que surgieron de un concurso de talentos organizado por el programa "Star Entertainment Corp". Dos de sus integrantes (Jay y Prince), formaron parte de la banda Lollipop F, hasta el 2009, mientras que Mao Di, era integrante de la banda Choc7. 
Antes de que Mao Di, Jay y Prince, se dieran a conocer como grupo, ellos lanzaron un sencillo titulado "Dance Can Be Replaced" ("舞可取代"), el 8 de julio de 2010. El 26 de agosto de 2011, JPM, finalmente lanzó su álbum debut titulado, Moonwalk, que contiene diez temas musicales y una de ellas es de una versión cantonesa de la canción "Because of You".

## Discografía

### Álbumes de estudio
| Año  | #   | Información | Pistas |
| ---- | --- | --- | --- |
| 2011 | 1st | Moonwalk - Chinese: 月球漫步 - Pinyin: Yuè Qiú Màn Bù - Release Date: 26 de agosto de 2011 (Mandarin ver.) 25 de enero de 2012 (Jap. ver.) - Label: Sony Music (Taiwan) - Language: Mandarin | Ver listaTracklisting 1. 月球漫步 (Moonwalk) 2. "因為有你" (Because of You) 3. "喜歡妳好久" (Loved you for a long time - Qiu Mao Di's solo) 4. "平凡的美麗" (Extraordinary Beauty) 5. "那不是雪中紅" (This is not Rose in Snow) 6. "佔為己有" (For Himself - Qiu Wang Zi's solo) 7. "Never Give Up" 8. "舞可取代" (Dance Can Be Replaced) 9. "愛情 Beautiful" (Love is Beautiful - Liao Xiao Jie's solo) 10. "再一次擁有" 11. "因為有你(粵語版)" (Because of You (Cantonese Version)) |
| 2012 | 2nd | 365 - Chinese: 365 天 - Pinyin:365 Tiān - Release Date: 30 de noviembre de 2012 - Label: Sony Music (Taiwan) - Language: Mandarin                                                            | Ver listaTracklisting 1. "365 天" (365 days) 2. "相信愛" (Believe Love) 3. "Internet (ft. Kimberley Chen)" 4. "Crazy For Love" (Qiu Mao Di's solo) 5. "我沒有很想你" (I Don't Miss You That Much) 6. "She Wanna Go" 7. "愛情的下坡" (The Downhill of Love) 8. "一個人也好" (It is Fine To Be Alone - Qiu Wang Zi's solo) 9. "笑自己" (Laugh At Yourself - Liao Xiao Jie's solo) 10. "Singing 4 Love"                                                                                  |

### Videos musicales
| Año  | Song                                        | Album    |
| ---- | ------------------------------------------- | -------- |
| 2011 | "月球漫步" (Moonwalk)                       | Moonwalk |
| 2011 | "那不是雪中紅" (This is not Rose in Snow)   | Moonwalk |
| 2011 | "因為有你" (Because of You)                 | Moonwalk |
| 2011 | "平凡的美麗"                                | Moonwalk |
| 2011 | "Never Give Up"                             | Moonwalk |
| 2012 | "365 天" (365 days)                         | 365      |
| 2012 | "我沒有很想你" (I Don't Miss You That Much) | 365      |
| 2012 | Internet(ft. Kimberley Chen)"               | 365      |
| 2012 | "Singing 4 Love"                            | 365      |
| 2012 | "She Wanna Go"                              | 365      |

## Filmografía

### Películas
| Año  | Título             | Título original     | Miembros      | Miembros    | Miembros   | Personaje(s)                 |
| Año  | Título             | Título original     | Liao Xiao Jie | Qiu Wang Zi | Qiu Mao Di | Personaje(s)                 |
| ---- | ------------------ | ------------------- | ------------- | ----------- | ---------- | ---------------------------- |
| 2008 | Winds of September | 九降風              |               |             | x          | 謝志昇(阿昇)                 |
| 2008 | Happy Funeral      | 六樓后座2家屬謝禮   | x             | x           |            | Cameo                        |
| 2009 | Love in the end    | 愛到底 (第六號瀏海) |               | x           | x          | (No. 3 and 6 bangs boys)     |
| 2009 | The Great Escape   | 廖問之越V風雲       | x             |             |            | 廖問                         |
| 2010 | Dance Gate 2       | 精舞門2             |               | x           |            | Wang Zi/Prince               |
| 2010 | Laugh Travels      | 嘻游記              |               | x           | x          | 白沙堂 (Baisha Tang); 沙地鼠 |
| 2011 | Honey Pupu         | 消失打看            |               | x           |            | 可樂                         |
| 2011 | Gokusoku Senpō     | 極速先鋒            |               | x           |            | 林清風                       |
| 2012 |                    | 極限衝鋒            | x             |             |            | Liang Wei (梁威)             |
| 2013 | Young Guns         | n/a                 |               | x           |            | 待定                         |

### Cortometrajes
| Año  | Título   | Miembros      | Miembros    | Miembros   | Personaje(s)             |
| Año  | Título   | Liao Xiao Jie | Qiu Wang Zi | Qiu Mao Di | Personaje(s)             |
| ---- | -------- | ------------- | ----------- | ---------- | ------------------------ |
| 2012 | 以為     |               | x           |            | Wang Zi Yi               |
| 2013 | 愛味男女 | x             |             |            | Tang Yiwei (小傑-唐艾偉) |

### Series de televisión
| Year | Título                                 | Título original                                           | Members       | Members     | Members    | Role(s)                      | Network         |
| Year | Título                                 | Título original                                           | Liao Xiao Jie | Qiu Wang Zi | Qiu Mao Di | Role(s)                      | Network         |
| ---- | -------------------------------------- | --------------------------------------------------------- | ------------- | ----------- | ---------- | ---------------------------- | --------------- |
| 2007 | Sister is Coming (Lollipop idol drama) | 棒棒堂偶像劇《姐姐來了》                                  | x             | x           |            | Salesperson; 飾 王子         |                 |
| 2007 | Brown Sugar Macchiato                  | 黑糖瑪奇朵 (黑糖玛奇朵) (Hei Tang Ma Qi Duo)              | x             | x           |            | Xiao Jie; Wang Zi            | FTV             |
| 2007 | They Kiss Again                        | 惡作劇2吻 (恶作剧2吻) (O Tso Chu 2 Wen or E Zuo Ju 2 Wen) |               | x           |            | Ah Nuo                       | CTV             |
| 2007 | Love Is Here (Lollipop idol drama)     | 棒棒堂偶像劇《愛情來了》                                  | x             | x           |            | novelist; waiter             |                 |
| 2008 | The Legend of Brown Sugar Chivalries   | 黑糖群俠傳 (黑糖群侠传) (Hei Tang Qun Xia Chuan)          | x             | x           |            | Ronaldo (ep.13); Linghu Cong | StarTV          |
| 2010 | Gloomy Salad Days                      | 死神少女 (Si Shen Shao Nu)                                |               | x           | x          | Huang He 黃禾; Ah Pang 阿龐  | PTS             |
| 2011 | 33 Gu Shi Guan - Fake Chocolate        | 假面巧克力 (Jia Mian Qiao Ke Li)                          |               | x           |            | Qiu Ke Li                    | STV             |
| 2011 | The Break-Up Artist                    | 分手达人                                                  |               |             | x          |                              |                 |
| 2012 | As the Bell Rings                      | 課間好時光一年二班                                        |               | x           |            | Cameo Ep.1                   | 迪士尼頻道      |
| 2012 | Ti Amo Chocolate                       | 愛上巧克力 (Ai Shang Qiao Ke Li)                          |               | x           |            | Wang Zi Yi 王子翊            | SETTV           |
| 2012 | I Love You So Much                     | 粉愛粉愛你 (Fen Ai Fen Ai Ni)                             |               |             | x          | Mao Di 毛弟                  | CTS             |
| 2012 | Just Like Small Flowers                | 像小朵一样                                                |               | x           |            | JJ                           |                 |
| 2013 | As the Bell rings 2nd season           | 課間好時光一年二班(第二季)                                |               | x           |            | Cameo                        | 迪士尼頻道      |
| 2013 | Flavor Lover                           | 愛味男女 (Ai Wei Nan Nu)                                  | x             |             |            | Tang Ai Wei 唐艾偉           | YouTube/Next TV |

### Dramas
| Año  | Título                                      | Título original          | Miembros      | Miembros    | Miembros   | Personaje(s) | Fecha(s)                                        |
| Año  | Título                                      | Título original          | Liao Xiao Jie | Qiu Wang Zi | Qiu Mao Di | Personaje(s) | Fecha(s)                                        |
| ---- | ------------------------------------------- | ------------------------ | ------------- | ----------- | ---------- | ------------ | ----------------------------------------------- |
| 2012 | Little Red Riding Hood and The Big Bad Wolf | 大紅帽與小野狼（劇場版） |               | x           |            | Wolf         | 29 de agosto de 2013 to 1 de septiembre de 2013 |